# 常州广播电视台
常州广播电视台，是一家总部位于江苏省常州市的广播电视台，成立于2007年11月6日。目前共拥有4个广播频率、5个电视频道、同时拥有《常州广播电视报》、中吴网、移动电视、影视公司、动漫企业、图书出版、影视城等媒体资源。台址位于常州市新北区龙锦路1590号现代传媒中心。

## 历史

### 常州人民广播电台
1949年4月23日（常州解放当日），新华社三野前线分社派员接管了设在常州大庙弄30号中山纪念堂二楼的国民党武进县党部广播电台和设在常州第一公园的三青团常青广播电台，并在此基础上成立常州广播电台，台址设在常州第一公园（今人民公园内，原常青广播电台原址），4月27日试播。
1949年5月2日，常州电台具体工作交由新华社常州支社社长张伏年负责。同年9月1日，常州广播电台改名为常州人民广播电台，10月1日正式播音。
1950年5月16日，根据中央广播事业局决定，该台停止播音，机器设备、人员并入无锡人民广播电台，准备组建苏南人民广播电台。
1958年8月4日，经中央广播事业局批准，常州人民广播电台恢复建制，1959年1月1日恢复播音。1962年4月9日再次被撤销，停止播音。
1969年5月28日，常州人民广播电台再次恢复建制，同年9月30日恢复播音。

### 常州电视台
1973年3月，常州电视转播台开始筹建。1975年12月26日，常州电视转播台在常州市大庙弄30号市物资局7楼及7楼平台上试播。1979年1月12日，常州电视转播台迁至兰陵饭店播出，用9频道发射机转播中央电视台第一套节目，同年12月26日用6频道50瓦发射机转播上海电视台节目。
1983年12月8日，常州电视台正式成立。1984年12月18日，常州电视台用23频道5千瓦发射机转播江苏电视台节目，1986年10月3日用31频道3千瓦发射机正式播出中国教育电视台节目。1987年2月1日，常州电视台用37频道3千瓦发射机转播中央电视台第二套节目。至1987年，常州电视台每天用5个频道播出5套电视节目，成为中国第一个用5个频道播出的电视台。
1991年12月26日，常州市广播电视中心奠基，1993年2月8日落成。1995年11月18日，常州电视台迁入该台址播出。
1993年3月6日，常州有线电视台成立，与常州电视台实施两块牌子一套班子。1999年4月13日，常州电视台第一个数字演播室——120平方米演播室正式使用。
2000年12月24日，经常州市编委批复，设立常州广播电视发展总公司和常州电视台（总台），调整常州人民广播电台机构编制，设置常州广播电视技术中心。

### 常州广播电视台
2007年11月6日，原常州人民广播电台、常州电视台、常州广播电视技术中心、常州广播电视报社合并组建常州广播电视台，保留常州人民广播电台、常州电视台呼号。
2008年7月28日，常州现代传媒中心在新北区奠基。2013年12月28日，常州广播电视台正式迁址至常州现代传媒中心。
2014年底，常州广播电视台全媒体新闻中心成立。

## 电视频道
新闻综合频道
- 常州新闻
- 新闻夜班车
- 经济新壹周
- 政风热线
- 英语新闻
- 手语新闻
- 城市日历
- 快手时间
- 人文天下
- 七彩00后
- 宝贝在路上
- 科海引航
- 新华纵横（新华社制作）
- 最新播报（新华社制作）
- 财经资讯

都市频道
- 都市新闻坊
- 缤纷都市
- 天天健康
- 常州晚高峰
- 社会写真（原新闻综合频道节目）

生活频道
- 生活369（常州话节目）
- 常州好味道
- 汽车世界
- 家在常州
- 常州老娘舅
- 欢乐英雄

公共频道
（以重播三台节目的内容及电视剧为主）
图文频道
（以资讯性节目为主）

## 广播频率
- 综合广播
- 经济广播
- 交通广播
- 音乐广播

## 其他资产
常州广播电视台除拥有如上频道外，还拥有拥有《常州广播电视报》、中吴网、移动电视、影视公司、动漫企业、图书出版、影视城等媒体资源。其中，台属企业江苏卡龙动画影视传媒有限公司制作了动画片《经济学园》，而另一台属企业江苏亚细亚影视制作有限公司制作了如纪录片《辛亥革命中的常州人》、电影《秋之白华》等作品。